# Prázdné místo
Prázdné místo (The Casual Vacancy) je román spisovatelky Joanne K. Rowlingové, autorky známé ságy Harry Potter. Jde o její první dílo určené pro dospělé čtenáře. Kniha vyšla v září 2012, v ČR byl zahájen její prodej 4. dubna 2013, v překladu Hany Zahradníkové.
Kniha se stala také námětem pro stejnojmennou televizní minisérii v produkci BBC a HBO.

## Děj
Ústřední téma příběhu, rozděleného do sedmi částí, je zasazeno do fiktivní vesnice Pagford na jihozápadě Anglie. Ne náhodou připomíná městečko Forest of Dean, kde Rowlingová vyrůstala a podle kterého pojmenovala jednu z postav svého dosavadního nejslavnější díla Harryho Pottera.
Na pozadí místních voleb, které zapříčinila nečekaná smrt jednoho z radních, autorka líčí spory a zájmy tamních obyvatel. Třídní rozdíly, politické intriky i rodinné vztahy totiž mohou rozdělit i tu nejspořádanější vesnici.
Pagfordský radní, Barry Fairbrother, nečekaně skoná (na roztržení aorty) na parkovišti místního golfového hřiště. Mezi obyvateli městečka se novina rychle šíří, mezi přáteli a příbuznými propuká silné znepokojení. Musí se připravit předčasné volby. Problém později nastává při rozhodování zastupitelsteva, zda by měly nemovitosti (které zahrnují i rehabilitační kliniku Bellchapel) zůstat jako součást Pagfordu, nebo se připojit k Yarvilu.
Po oznámení data voleb se rozehrávají intriky na pozadí. Děti kandidátů intrikaří na radním internetovém fóru. Andrew, syn Šimona Priece, přezdívaný "Duch_Barryho_Fairbrotherha", jako první infomoval všechny, že jeho otec koupil ukradený počítač. Sukhvinder (která se, stejně jako Andrew, dozví o hackingu v počítačové učebně) se dozvídá, že její matka, Doktorka Parminder Jawandová, byla Barryho milenka. Tlusťoch psal na fórum příspěvky o tom, že jeho adoptivní otec Cubby (náměstek ředitele školy) trpí strachem z toho, že zneužil dítě, ale nepamatuje si to. Andrew popisuje, v Šimonových a příspěvcích, které posíla Radnímu, Howardu Mollisonovi,že má poměr s jeho obchodní partnerkou Maureen. Chce tak sníži vážnost pana Radního. Howard Mollison nakonec vyhraje a zaplní uvolněné místo, což nepotěší jeho manželkou, Samantu, protože už ho nemiluje.
Dalším důležitým bodem románu je traumatizující život "šestnáctky" Krystal Weedonové. Krystal žije s matkou Terri (prostitutka závislá na heroinu) a tříletým bratrem Robbiem. Sociální pracovník Kay má Terri pomoci zbavit se závislosti na drogách a starat se o Robbieho. Vrátí se ale Terriin drogový dealer Obbo a znásilní Krystal. Krystal usoudí, že je lepší s někým založit rodinu, aby mohla opustit matku a město, mívá nechráněný sex s Tlusťochem ve snaze otěhotnět. Když jednou Krystal s Tlusťochem hlídají Robbieho v parku, tak jim uteče, spadne do řeky a utone. Krystal je tak rozrušená, že spáchá sebevraždu tak, že se předávkuje heroinem, román vrcholí pohřbem sourozenců.